# Толче (Білостоцький повіт)
Толче (пол. Tołcze) — село в Польщі, у гміні Туроснь-Косьцельна Білостоцького повіту Підляського воєводства.
Населення — 173 особи (2011).
У 1975-1998 роках село належало до Білостоцького воєводства.

## Демографія
Демографічна структура станом на 31 березня 2011 року:
|          | Загалом | Допрацездатний вік | Працездатний вік | Постпрацездатний вік |
| -------- | ------- | ------------------ | ---------------- | -------------------- |
| Чоловіки | 85      | 15                 | 58               | 12                   |
| Жінки    | 88      | 18                 | 51               | 19                   |
| Разом    | 173     | 33                 | 109              | 31                   |